# リエフ

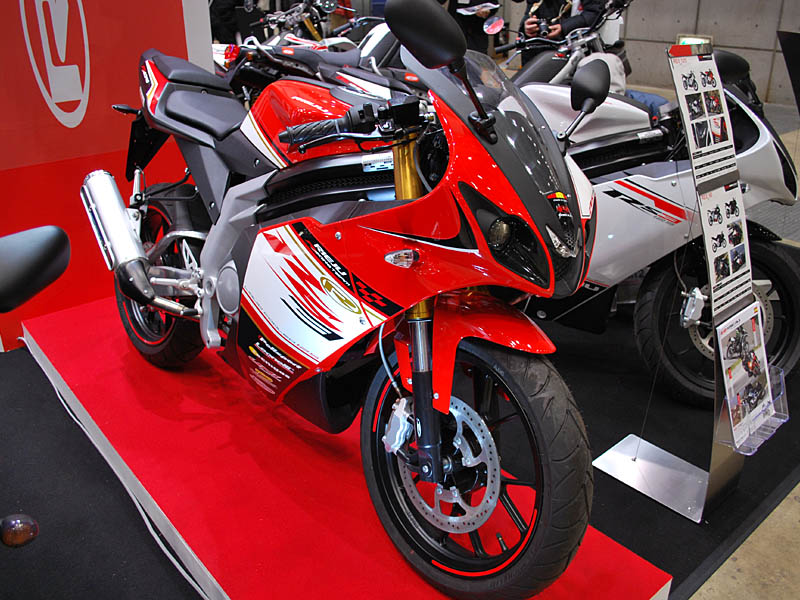
リエフRS3 125

リエフ（Rieju SA）は、スペインカタルーニャ州フィゲラスに本社を置くオートバイメーカーである。49ccから450ccまでの小排気量を専門としており、エンジンは主にヤマハ発動機系列のモトーリ・ミナレリ社のものを搭載している。

## 概要
リエフは、1934年に2人の若手起業家、ルイス・リエラ・カレとハイメ・フアノラ・ファレスによって自転車部品のメーカーとして設立された。リエフの名前は創業者である2人の名前の頭文字をとってつけられた。
彼らは工場を建設するため、土地を購入したが、スペイン内戦勃発により計画は阻止された。スペイン政府は貨物倉庫として使用するため建物を没収した。戦争から1年たった1940年にリエフは自転車部品製造業として再開した。
1942年にリエフは1万ペスタを資本金に株式有限責任会社（合資会社）として設立され、最初の自転車モデルを設計した。35人の従業員が各週で平均30台の自転車を生産した。1947年には後輪部分にフランス製の38cc4ストローク補助エンジンを搭載した自転車、すなわちモペッドの製造も開始した。このモデルは1馬力の動力と最高速度40km/hのスピードがあった。2年後の1949年には、No.2モデルとしてより強力なエンジンとギアボックスを内蔵した設計を起ちあげた。後のモデルであるNo.3、No.4、その他はオートバイのような車両に進化した。
1964年にはミナレリとの間でエンジンのライセンス生産が合意され、モペッドの規制により40km/hに限定されたことにより3.5馬力と最高速度70km/hのハカモデルが製作された。ハカモデルのライドマークは1960年代から1970年代の間で進化し、コンフォートモデルとTTモデルが生産された。1978年にはオートマチックトランスミッションのモペッドを開発したが、失敗に終わった。製品は80年代から着実に増加し、新しくより多様なモデルはスペインでのモペッド販売のトップに位置付けられた。また、車種のプロファイルは引き上げられリエフのバイクは国際エンデューロ大会でいくつかの賞をとるようになった。
1994年には市場が開放され、ヨーロッパ全体にリエフのモデルを輸出できるようになった。2006年には売上高の約60%が輸出によるものである。2011年からは日本でも代理店の輸入により販売されるようになった。
2019年からKTM傘下入りしたガスガスのオフロードバイクの知的財産権と工業所有権を購入し、リエフブランドでエンデューロモデルを販売していくとした。

## 車種
オフロード
- マラソン
- MRT

スポーツ
- RS3 50cc
- RS3 125cc

モタード
- マラソン スーパーモタード
- MRT スーパーモタード

コンペティション
- マラソン125
- MRT

デュアルパーパス
- タンゴ

電動アシスト自転車
- e-bicy